# Ироквојс Појнт (Хаваји)
Ироквојс Појнт (енгл. Iroquois Point) насељено је место за статистичке потребе у америчкој савезној држави Хаваји. По попису становништва из 2010. у њему је живело 3.374 становника.

## Демографија
Према попису становништва из 2010. у граду је живело 3.374 становника, што је 912 (37,0%) становника више него 2000. године.
| Група             | 2000.         | 2010.         |
| Белци             | 1.826 (74,2%) | 1.265 (37,5%) |
| Афроамериканци    | 137 (5,6%)    | 218 (6,5%)    |
| Азијати           | 102 (4,1%)    | 386 (11,4%)   |
| Хиспаноамериканци | 194 (7,9%)    | 503 (14,9%)   |
| Укупно            | 2.462         | 3.374         |